# 松鶴駅 (咸鏡北道)
松鶴駅（ソンハクえき）は、朝鮮民主主義人民共和国咸鏡北道慶興郡に位置する朝鮮民主主義人民共和国鉄道省咸北線とチュンドゥ線の駅である。

## 歴史
- 1929年11月16日：開業[1]。

## 隣の駅
朝鮮民主主義人民共和国鉄道省
咸北線
新阿山駅 - 松鶴駅 - 鶴松駅
チュンドゥ線
松鶴駅 - チュンドゥ駅